# Chiesa di San Nicolò Vescovo (Vaprio d'Adda)
La chiesa di San Nicolò Vescovo è la parrocchiale di Vaprio d'Adda, in città metropolitana ed arcidiocesi di Milano; fa parte del decanato di Trezzo sull'Adda.

## Storia

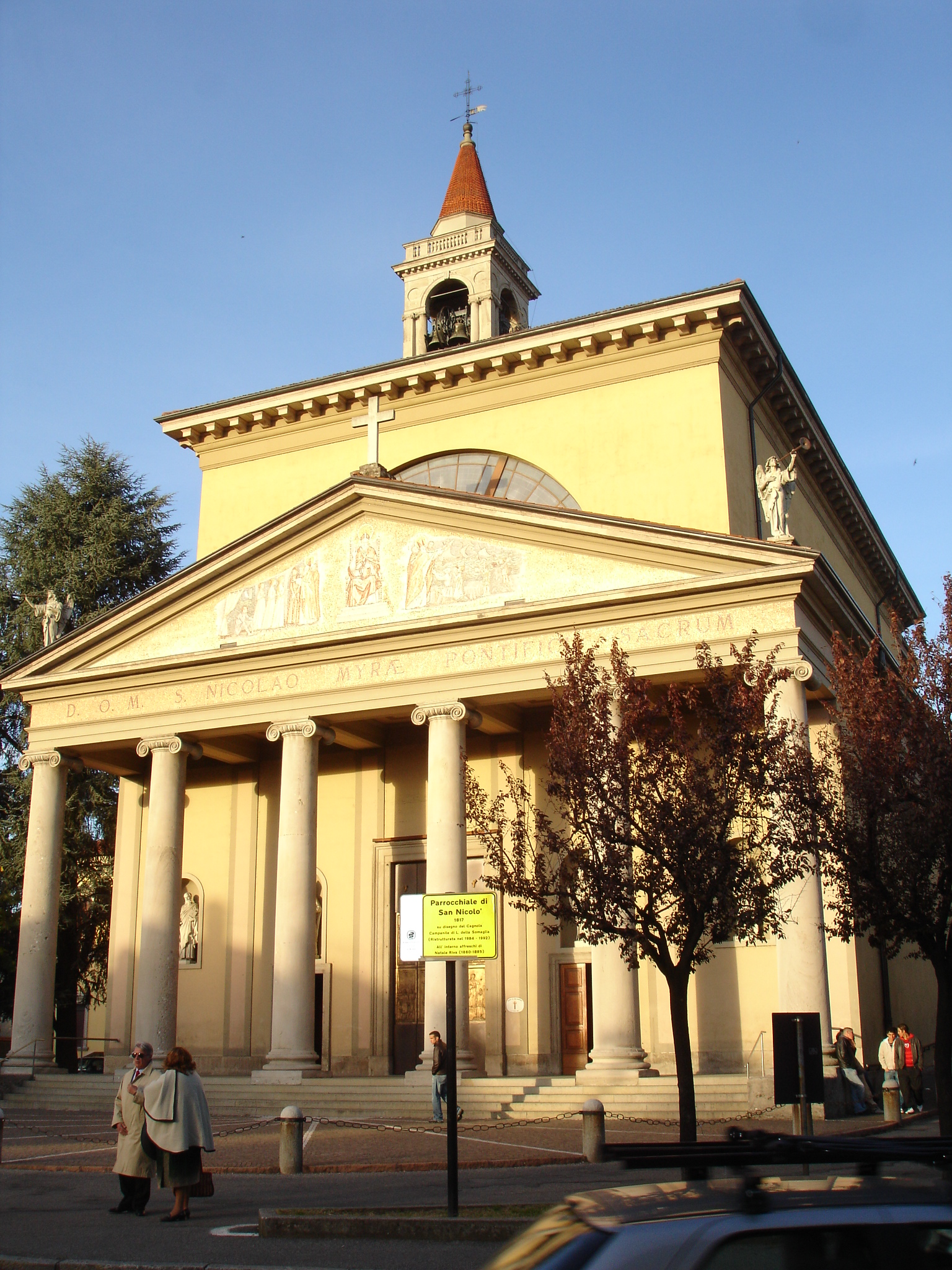
La facciata della chiesa

Dal Liber Notitiae Sanctorum Mediolani di Goffredo da Bussero s'apprende che la primitiva chiesa di Vaprio era filiale della pieve di San Giovanni di Pontirolo Vecchio.
Nel Liber seminarii mediolanensis del 1564 si legge che Vaprio costituiva una rettoria compresa nella pieve di Pontirolo. In altri documenti del Cinquecento la chiesa è nominata come parrocchiale. Grazie alla relazione della visita pastorale del 1760 dell'arcivescovo Giuseppe Pozzobonelli si conosce che nella chiesa di Vaprio d'Adda, la quale aveva come filiali gli oratori dei Santi Pietro e Paolo Apostoli, di San Colombano, dei Santi Donato e Carpoforo, di Sant'Antonio di Padova e di San Bernardino, aveva sede la confraternita del Santissimo Sacramento, che i fedeli erano 1375 e che la parrocchia faceva parte del vicariato di Trezzo d'Adda.
L'attuale parrocchiale fu costruita tra il 1816 ed il 1817 su progetto di Luigi Cagnola e grazie all'impegno dei fedeli, che prestarono gratuitamente la loro opera. Di poco posteriore alla chiesa è il campanile, eretto su disegno di Gian Luca Cavazzi.
La consacrazione venne impartita il 4 agosto 1901 dall'arcivescovo di Milano Andrea Carlo Ferrari. Nel 1972, con la riorganizzazione territoriale dell'arcidiocesi, la parrocchia confluì nel decanato di Trezzo sull'Adda.

## Descrizione

### Interno
L'interno della chiesa è ad un'unica navata con quattro cappelle laterali; l'altare maggiore, proveniente dalla soppressa chiesa milanese di Santa Maria Maddalena al Cerchio, è in marmo rosso di Verona e presenta un baldacchino a forma di tempietto. Un'altra opera di pregio qui conservata è l'affresco della volta raffigurante la Gloria di San Nicola con gli Evangelisti, eseguito da Natale Riva tra il 1882 e il 1887.